# Рудницький В'ячеслав Броніславович
Рудницький В'ячеслав Броніславович (нар. 22 червня 1940 року в с. Долиняни Мурованокуриловецького району Вінницької області) — український науковець, доктор фізико-математичних наук (1972-Польща), доктор технічних наук (1988-Україна), професор, академік Академії наук вищої школи України, Української академії економічної кібернетики, академік Нью-Йоркської академії наук, член європейської Міжнародної асоціації з обчислювальної механіки (м. Ґетеборг, Швеція), член Міжнародної академії інформатизації, член методичної комісії з прикладної математики і обчислювальної механіки Міністерства освіти і науки, молоді та спорту України; почесний доктор наук Токійського університету, заслужений працівник народної освіти України, завідувач кафедри вищої математики та комп'ютерних застосувань Хмельницького національного університету, видатний представник наукової еліти України.

## Життєпис
В'ячеслав Броніславович Рудницький народився 22 червня 1940 року в селі Долиняни Мурованокуриловецького району Вінницької області в сім'ї колгоспників. У 1957 році закінчив Снітковецьку середню школу. Після закінчення школи, працював у колгоспі та шахтах Донбасу, служив у лавах Радянської армії. 3 1962 р. — студент механіко-математичного факультету Львівського державного університету. У 1967 р. - достроково закінчив університет за спеціальністю «Механіка деформованого твердого тіла».

## Професійна діяльність
- 1967 по теперішній час — працює у Хмельницькому національному університеті.

- 1969 р. — ступив до аспірантури Львівського державного університету.

- 1970 р. — навчання в аспірантурі Варшавського університету під керівництвом професора Вітольда Новацького, Президента Польської академії наук.

- 1972 р.- старший викладач Хмельницького національного університету.

- 1972 -  закінчив аспірантуру Варшавського університету, захистив дисертацію на звання ученого ступеня доктора математичних наук.

- 1988 р. — в Інституті механіки АН УРСР захистив докторську дисертацію на тему: «Контактное взаимодействие упругих штампов с предварительно напряженными телами» за спеціальністю «Механіка деформованого твердого тіла» на здобуття наукового ступеня доктора технічних наук.

- 1988 - завідувач кафедри вищої математики у Хмельницькому національному університеті.

- 1991 р. — вчена рада Токійського університету обрала професора В. Б. Рудницького почесним доктором наук (DOCTOR HONORIUS CAUSA).

## Наукові ступені та вчені звання
1972 — доктор фізико-математичних наук
1988 — доктор технічних наук
1976 — присвоєно вчене звання доцента
1990 — отримав вчене звання професора.

## Нагороди
- Нагороджений нагрудним знаком Міністерства освіти і науки;

- Грамоти Міністерства освіти і науки України;

- 1992 — присвоєно почесне звання Заслуженого працівника освіти України за вагомий особистий внесок у розвиток і впровадження в практику наукових дослідів та підготовку висококваліфікованих кадрів[1].

## Наукова діяльність
Науковий доробок В'ячеслава Броніславовича становить близько 450 наукових публікацій. За його редакцією і співавторством видано 55 методичних посібників та підручників з курсу «Вища математика», 18 підручників та 3 монографії.
Основні наукові результати Рудницький В. Б. отримав в теорії контактної взаємодії деформованих твердих тіл з початковими (залишковими) напруженнями. Запропоновані В. Б. Рудницьким В. Б. розв'язки плоских та просторових задач контактної взаємодії пружних тіл стали основою для створення інженерної методики розрахунку контактних характеристик у тілах з початковими напруженнями. 
В'ячеслава Броніславови представляв Україну з науковими доповідями на всесвітніх конгресах, конференціях та інших міжнародних наукових форумах у США, Англії, Франції, Німеччині, Японії, Китай, Австралії, Ізраїлі, Швейцарії, Норвегії, Фінляндії, Іспанії, Італії, Канаді, Чехії, Бразилії, Аргентині, Болгарії, Єгипті й інших країнах. В'ячеслав Броніславович отримував особисті гранти в підтримку своєї наукової діяльності від США, Єврокомісії, НАТО, Швейцарії, Австрії, Норвегії, Японії, NASА, Англії, Канади.
Професор В. Б. Рудницький займається громадською роботою, член Європейської Міжнародної асоціації з обчислювальної механіки, спеціалізованої вченої ради по захисту кандидатських та докторських дисертацій ХНУ, керівник кафедрального наукового семінару з механіки та прикладної математики.